# Пйотрковиці (Тшебницький повіт)
Пйотрковиці (пол. Piotrkowice) — село в Польщі, у гміні Прушиці Тшебницького повіту Нижньосілезького воєводства.
Населення — 384 особи (2011).
У 1975-1998 роках село належало до Вроцлавського воєводства.

## Демографія
Демографічна структура станом на 31 березня 2011 року:
|          | Загалом | Допрацездатний вік | Працездатний вік | Постпрацездатний вік |
| -------- | ------- | ------------------ | ---------------- | -------------------- |
| Чоловіки | 180     | 37                 | 130              | 13                   |
| Жінки    | 204     | 54                 | 107              | 43                   |
| Разом    | 384     | 91                 | 237              | 56                   |